# Karl Heinz Schleinitz

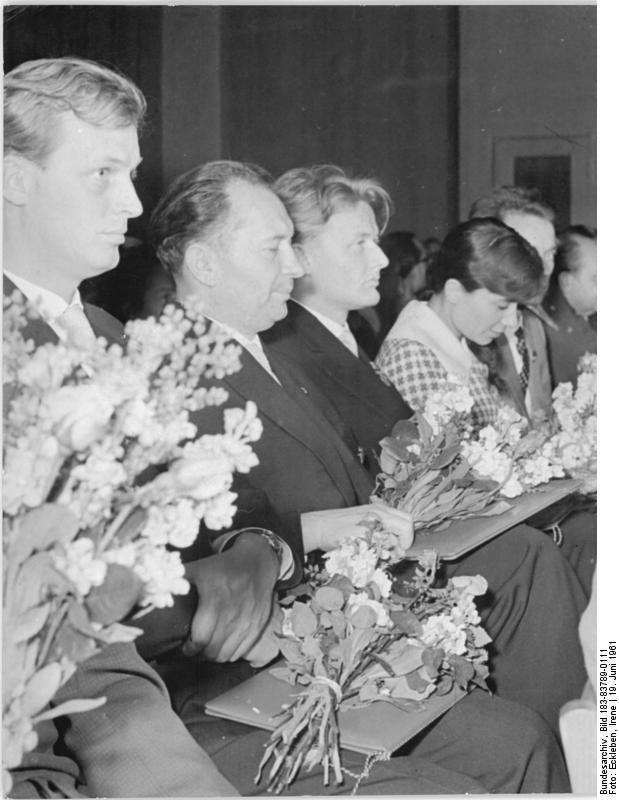
Karl Heinz Schleinitz (2. v. l.) wird am 16. Juni 1961 in Magdeburg mit dem Literaturpreis des FDGB ausgezeichnet

Karl Heinz Schleinitz (* 11. Juli 1921 in Brieskow; † 9. August 2019 in Berlin) war ein deutscher Schriftsteller.

## Leben und Wirken
Der Sohn eines Bergmanns und Baggerführers und einer Zeitungsausträgerin wollte nach dem Besuch der Volksschule Bildhauer werden. Da seine Eltern das Studium nicht finanzieren konnten, nahm er als Notbehelf eine Lehre als Versicherungskaufmann auf. Sieben Jahre lang trug er nachmittags für zwei Stunden als Hilfskraft der Mutter die Frankfurter Oderzeitung aus.
Als Kind baute er Segelflugmodelle, 1936 unternahm er erste Gleitflughüpfer. Nach drei Jahren erwarb er den Luftfahrerschein, der zu Überlandflügen berechtigte. Im Zweiten Weltkrieg war er Fluglehrer und in den letzten Kriegsmonaten Jagdflieger, er wurde dreimal abgeschossen. Er war aktiver Leichtathlet, vor allem Kurzstreckenläufer. Ein Zeitungsartikel mit der Überschrift "Der schnellste Mann Pommerns" berichtete über seine sportlichen Leistungen. Er nahm an den letzten Reichsmeisterschaften im Berliner Olympiastadion teil.

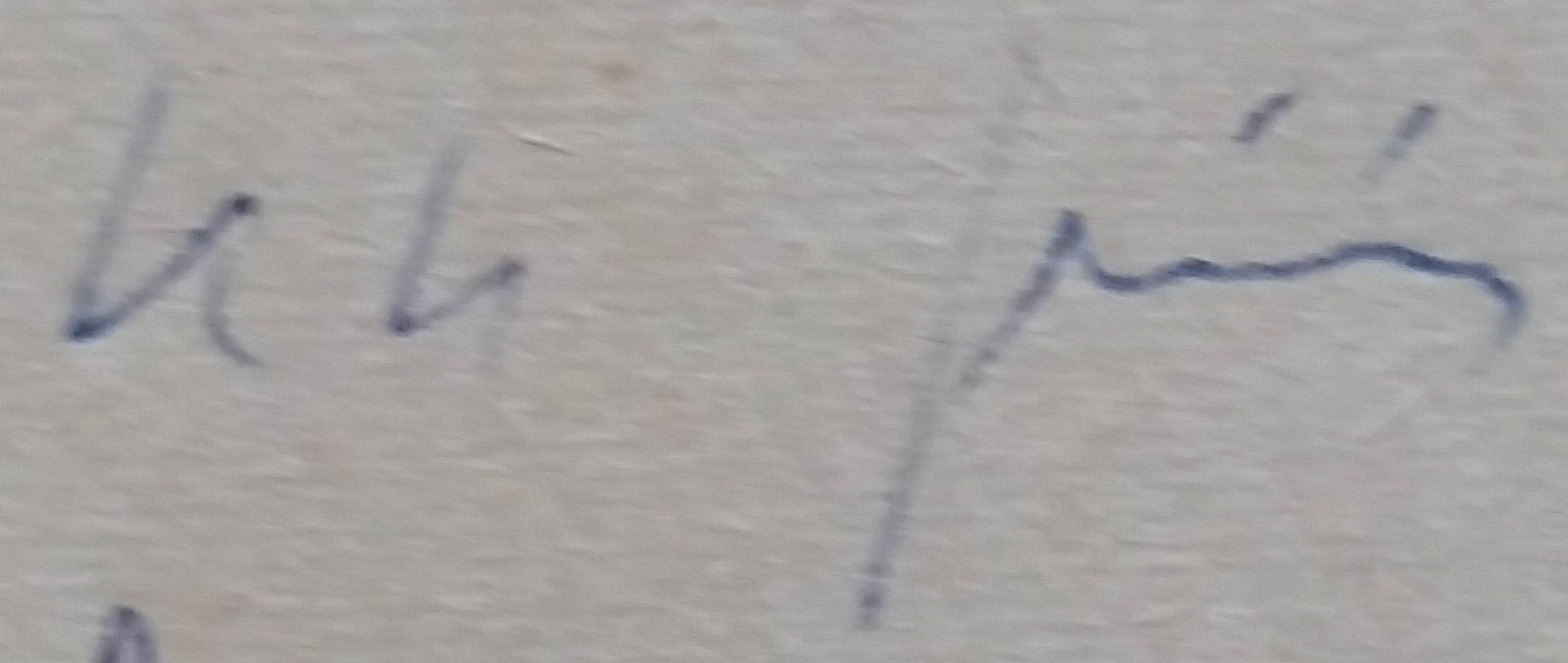
Autogramm von Karl Heinz Schleinitz (2017)

Nach 1945 war er erst Landarbeiter und Bergmann, dann Chefredakteur einer Werkzeitung. Er baute das Welzower Volkskunstensemble auf. Höhepunkt war 1951 die künstlerische Umrahmung des Staatsaktes zum Tag des Bergmanns im Berliner Metropol-Theater. Karl Heinz Schleinitz nahm an Volkskunstwettbewerben in der DDR teil und gehörte zwei Mal zu den Siegern auf dem Gebiet Plastik. 1952 wurde er Redakteur der Zeitung "Tägliche Rundschau"
und arbeitete dabei mit Wolfgang Leonhard, Wolfgang Harich, Stefan Heym und Ingeborg Meyer-Rey zusammen. Nach deren Einstellung wurde er 1956 unter Hermann Axen Redakteur des "Neuen Deutschland", wo er die ersten Pressefeste organisierte. 1962 schied er aus und wurde freischaffender Schriftsteller. Er veröffentlichte rund 800 mitunter mehrteilige Reportagen in großen Zeitschriften der DDR und arbeitete auch für Fernsehen und Rundfunk. Karl Heinz Schleinitz wurde mit dem Vaterländischen Verdienstorden in Bronze und dem Literaturpreis des FDGB ausgezeichnet.
Er war zwei Mal verheiratet, seine erste Frau starb nach 23 Ehejahren. Er lebte in Berlin, hatte vier Kinder, fünf Enkel und sechs Urenkel.

## Werke
- 1956: Reisebilder aus China. Kongress-Verlag, Berlin.
- 1957: Erlebtes und Erlauschtes. Verlag Junge Welt Berlin.
- 1959: Die Kraftprobe. Verlag Sport und Technik Neuenhagen b. Berlin.
- 1961: Ins Herz geblickt. Verlag Tribüne Berlin.
- 1963: Wie aus dem Großvater wieder Budjonny wurde. Kinderbuchverlag Berlin (Robinsons billige Bücher, Band 104).
- 1963: Morgen am Lickweg. Dietz-Verlag Berlin.
- 1964: Freud und Leid einer Frau. Demokratischer Frauenbund Deutschlands Bundesvorstand Berlin.
- 1969: Das Wanderdünenfräulein. Eulenspiegel-Verlag Berlin.
- 1970: Ein Gewehr und fünfzig Schuß. Kinderbuchverlag Berlin (Robinsons billige Bücher, Band 160).
- 1996: Stille Wasser sind tief. Zum Helenesee und anderes. Frankfurter Oder-Edition Frankfurt (Oder). ISBN 3-930842-22-X
- 2001: Ruhig fließt der Strom. Geschichte einer großen Liebe. NORA Berlin. ISBN 3-935445-13-X.